# CDU Hamburg
Die CDU Hamburg ist ein Landesverband der CDU in Hamburg. 1946, von 1953 bis 1957 und von 2001 bis 2011 stellte die Partei den Ersten Bürgermeister und damit das Regierungs- und Stadtoberhaupt der Freien und Hansestadt Hamburg. Seit 2011 befindet sich die Partei wieder in der Opposition. Sieben Kreisverbände und 47 Ortsverbände bilden die Basis für das politische Engagement der Hamburger CDU. Insgesamt gibt es im Landesverband 6.000 Mitglieder (Stand: 2025) bei einem Frauenanteil von knapp 40 Prozent (Stand: März 2016).

## Geschichte des Landesverbandes

### Gründungszeit
Am 14. August 1945 wurde die „Arbeitsgemeinschaft Christlich Demokratischer Gruppen“ in Hamburg gegründet. Später wählte man als Selbstbezeichnung „Christlich Demokratische Partei“ (CDP). Franz Beyrich wurde zum ersten Vorsitzenden berufen. Mit Rudolf Petersen, der am 26. Juni 1946 in die CDU eintrat, stellte die Partei erstmals einen Hamburger Bürgermeister.

### Erste Oppositionszeit (1946–1949)
Bei der Bürgerschaftswahl in Hamburg 1946 wurde die CDU mit 26,7 % zweitstärkste Kraft hinter der SPD. Aufgrund des damals in Hamburg gültigen Mehrheitswahlrechts erhielt die CDU lediglich 16 der 110 Sitze, während die SPD eine Dreiviertelmehrheit der Mandate erreichte. Erster Bürgermeister wurde Max Brauer (SPD). Da die Koalitionsverhandlungen mit der Landes-SPD scheiterten, gingen die Christdemokraten in die Opposition.

### Zeit der Wahlbündnisse (1949–1957)
Nach anfänglichen Streitigkeiten mit der FDP war 1949 die Ablösung der SPD-geführten Regierung gemeinsames Ziel von Christdemokraten und Liberalen. So traten CDU und FDP zusammen mit der DKP-DRP zur Bürgerschaftswahl 1949 als Vaterstädtischer Bund Hamburg (VBH) an. Noch vor der Wahl wurde in der Bürgerschaft eine gemeinsame Fraktion gebildet. Nach der im selben Jahr stattfindenden Bürgerschaftswahl, bei der nun eine Kombination von Mehrheits- und Verhältniswahlrecht Anwendung fand, sollte erneut eine gemeinsame Fraktion gebildet werden, worauf sich die Bündnispartner jedoch nicht einigen konnten. Vier Jahre später traten CDU und FDP zusammen mit der Deutschen Partei (DP) und dem Bund der Heimatvertriebenen und Entrechteten (BHE) als Hamburg-Block bei der Bürgerschaftswahl an, bei der es dem Hamburg-Block gelang, die absolute Mandatsmehrheit in der Hamburgischen Bürgerschaft zu erringen.
In der Folge wurde Kurt Sieveking (CDU) Hamburger Regierungschef. 1956 einigten sich SPD und DP auf ein konstruktives Misstrauensvotum gegen Bürgermeister Sieveking, das jedoch scheiterte, da die Absprachen zwischen SPD und DP nicht eingehalten wurden.

### 44 Jahre Oppositionszeit (1957–2001)
Bei der Bürgerschaftswahl in Hamburg 1957, die eine reine Verhältniswahl darstellte, traten CDU und FDP wieder mit eigenen Listen an. Mit 32,2 % der Stimmen konnten die Christdemokraten jedoch erneut nur die zweitstärkste Landtagsvertretung hinter den Sozialdemokraten stellen. Die FDP ging zudem eine sozialliberale Koalition ein, was die CDU abermals in die Oppositionsrolle drängte. Der bisherige Erste Bürgermeister, Kurt Sieveking, übernahm den Vorsitz der Bürgerschaftsfraktion und trat vier Jahre später erneut als Spitzenkandidat seiner Partei an.
Bei den folgenden Bürgerschaftswahlen 1961, 1966 und 1970, 1974 und 1978 erreichte die SPD, bis auf 1974, jeweils die absolute Mehrheit und ging, trotz dieser Tatsache, zeitweise auch eine Koalition mit der FDP ein. Aus diesen Gründen war es der CDU während dieser Zeit nicht möglich, eine Regierungsbeteiligung zu erreichen.

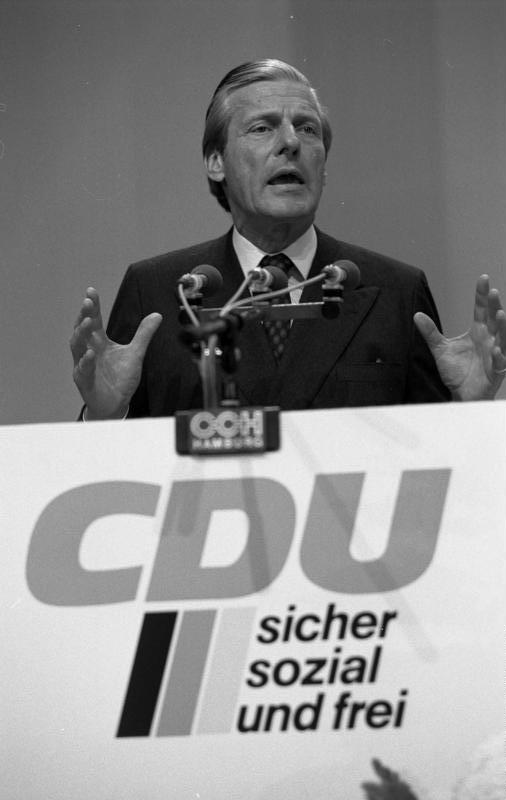
Walther Leisler Kiep (1981)

Erst im Juni 1982 konnte die CDU mit Spitzenkandidat Walther Leisler Kiep die SPD bei einer Bürgerschaftswahl in Hamburg erstmals eigenständig an Stimmen und Sitzen überholen. Weil jedoch weder eine Große Koalition noch eine Tolerierung einer SPD-Alleinregierung durch die Grün-Alternative Liste Hamburg zustande kam, wurde für Dezember 1982 eine Neuwahl ausgerufen, aus der die Christdemokraten geschwächt hervorgingen, während die Sozialdemokraten wieder eine absolute Mehrheit erringen konnten. Zu einer vergleichbaren Situation kam es bei der Bürgerschaftswahl im Jahre 1986 bzw. der Neuwahl ein Jahr später. Ende der 1980er Jahre hatte die CDU in Hamburg etwa 14.000 Mitglieder.
Bei der Bürgerschaftswahl 1993 erlitt die Hamburger CDU ihr bis dahin schlechtestes Ergebnis im Stadtstaat. 80 Tage vor der Wahl wurde die Statt Partei unter anderem von ehemaligen CDU-Mitgliedern gegründet und zog bei der Wahl in die Bürgerschaft ein. Im gleichen Jahr übernahm Ole von Beust den Vorsitz der Bürgerschaftsfraktion. 1997 trat er als Spitzenkandidat seiner Partei an. Beust gelang es zwar, das Ergebnis seiner Partei auf 30,7 % zu steigern, die Christdemokraten mussten aber in der Opposition verbleiben, während der SPD-Politiker Ortwin Runde erstmals eine rot-grüne Koalition in Hamburg bildete.

### Landesregierung unter Ole von Beust (2001–2010) und Christoph Ahlhaus (2010–2011)
Als bei der Bürgerschaftswahl in Hamburg 2001 weder eine rot-grüne noch eine schwarz-gelbe Mehrheit zustande kam, bildete Ole von Beust eine Bürgerblock-Koalition mit der FDP und der rechtskonservativen Partei Rechtsstaatlicher Offensive, die mit Ronald Schill als Spitzenkandidat erstmals zur Bürgerschaftswahl angetreten war und auf Anhieb 19,4 % der Stimmen auf sich vereinigen konnte. Während Beust Regierungschef wurde, übernahm Schill die Aufgaben des Zweiten Bürgermeisters und des Innensenators. Als im August 2003 Beust entschied, Schills Innenstaatsrat Walter Wellinghausen wegen unerlaubter Nebentätigkeiten zu entlassen, beschuldigte Schill den Regierungschef, ein sexuelles Verhältnis zu Justizsenator Roger Kusch zu pflegen, und drohte ihm mit einem Ende der Koalition. Darauf wurde Schill als Innensenator entlassen. Infolgedessen kam es zum Bruch der Bürgerblock-Koalition und zu Neuwahlen.
Aus der Bürgerschaftswahl in Hamburg 2004 ging Beust deutlich gestärkt hervor. Die von ihm geführte Landes-CDU erzielte einen Zuwachs von 21 Prozentpunkten und erreichte die absolute Mandatsmehrheit, während die ehemaligen Koalitionspartner FDP und Partei Rechtsstaatlicher Offensive mit 2,8 % bzw. 0,4 % an der Fünf-Prozent-Hürde scheiterten. Auch Schill, der nun mit Unterstützung der rechtspopulistischen Partei Pro Deutsche Mitte – Initiative Pro D-Mark den erneuten Bürgerschaftseinzug anstrebte, scheiterte. Ole von Beust führte während der folgenden Legislaturperiode eine CDU-Alleinregierung.

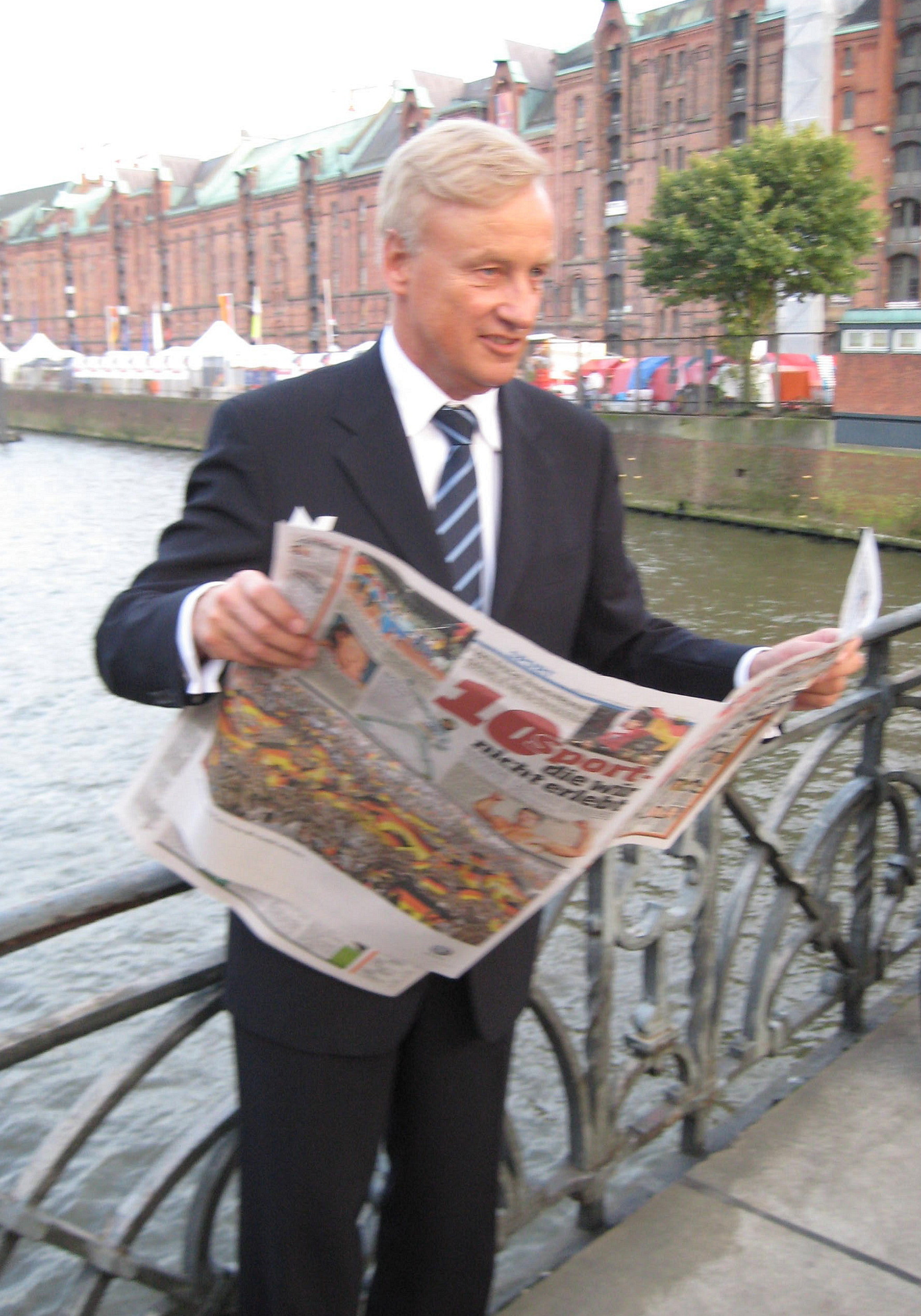
Ole von Beust als Erster Bürgermeister von Hamburg (2008)

Bei der Bürgerschaftswahl 2008 verlor die CDU die absolute Mehrheit, blieb aber stärkste Landtagsfraktion. Die FDP verpasste den Bürgerschaftseinzug. Da sich allerdings auch keine rot-grüne Mehrheit ergeben hatte und der Spitzenkandidat der SPD, Michael Naumann, eine Große Koalition ebenso wie eine Tolerierung einer rot-grünen Minderheitsregierung durch die Linken ablehnte, einigte sich die CDU mit der GAL auf die Bildung der ersten schwarz-grünen Koalition auf Landesebene. Zu einer ersten Zerreißprobe der neuen Koalition kam es, als die GAL-Senatorin für Stadtentwicklung und Umwelt, Anja Hajduk den Bau des Kohlekraftwerks Moorburg gegen die Überzeugungen der Grünen-Basis genehmigen musste.
Nach dem verlorenen Volksentscheid gegen die Primarschulreform erklärte von Beust im Juli 2010 seinen Rücktritt vom Amt des Ersten Bürgermeisters von Hamburg zum 25. August 2010.
Nachfolger des langjährigen Hamburger Senatspräsidenten wurde der bisherige Innensenator Christoph Ahlhaus, der sich anfangs ebenfalls auf eine schwarz-grüne Bürgerschaftsmehrheit stützte. Im November 2010 erklärten die Grünen in Hamburg das Regierungsbündnis mit der CDU für beendet. Ahlhaus führte fortan eine Minderheitsregierung.

### Opposition seit 2011

#### Bürgerschaftswahl 2011
Bei der vorgezogenen Bürgerschaftswahl 2011 musste sich Ahlhaus seinem Herausforderer Olaf Scholz (SPD) geschlagen geben, da die CDU ihr Ergebnis von 2008 beinahe halbierte und ihr bis dahin schlechtestes Ergebnis aller Zeiten erreichte, während die Sozialdemokraten die absolute Mehrheit der Bürgerschaftsmandate erreichten. Nach der Wahlniederlage erklärte auch der damalige Landeschef Frank Schira seinen Rücktritt. 2011 folgte ihm Marcus Weinberg im Amt.

#### Bürgerschaftswahl 2015
Spitzenkandidat für die Bürgerschaftswahl 2015 war der Fraktionsvorsitzende Dietrich Wersich. Die CDU sackte mit 15,9 % der Landesstimmenlisten auf einen neuen historischen Tiefstand und stellt somit 20 von 121 Abgeordneten in der 21. Hamburgischen Bürgerschaft. In allen 17 Wahlkreisen errang die CDU mindestens ein Direktmandat, im Wahlkreis Alstertal – Walddörfer zwei. Die Hochburgen der CDU bleiben wie schon bei der Bürgerschaftswahl 2011 die Wahlkreise Alstertal – Walddörfer, Süderelbe und Bergedorf. Nach der Bürgerschaftswahl kündigte Weinberg an, sein Amt als Landesvorsitzender zur Verfügung zu stellen. Am 31. März 2015 wurde Roland Heintze als sein Nachfolger gewählt.

#### Bürgerschaftswahl 2020
Bei der Bürgerschaftswahl 2020 verlor die CDU rund ein Drittel ihres Stimmenanteils und musste mit 11,2 % ihr zweitschlechtestes Ergebnis bei einer Landtagswahl seit Parteigründung und das schlechteste seit 68 Jahren – damals 9,0 % bei den Bürgerschaftswahlen in Bremen 1951 – hinnehmen. Auch verpassten sowohl ihr aktueller Spitzenkandidat, der CDU-Bundestagsabgeordnete Marcus Weinberg, der ehemalige Spitzenkandidat Dietrich Wersich, der Landesvorsitzende Roland Heintze und JU-Chef Philipp Heißner den Einzug in die Bürgerschaft, da 15 CDU-Direktmandate in den Wahlkreisen gewonnen wurden und der Partei – nach Landesstimmen – insgesamt nur 15 Sitze zustehen.

#### Bürgerschaftswahl 2025
Bei der Bürgerschaftswahl 2025, die nur eine Woche nach der Bundestagswahl 2025 stattfand, konnte die CDU ihr Wahlergebnis mit Spitzenkandidat Dennis Thering um 8,6 Prozentpunkte auf 19,8 % steigern. Sie wurde damit hinter der SPD zweitstärkste Kraft, fand sich jedoch erneut in der Opposition wieder.

## Vorsitzende des Landesverbandes

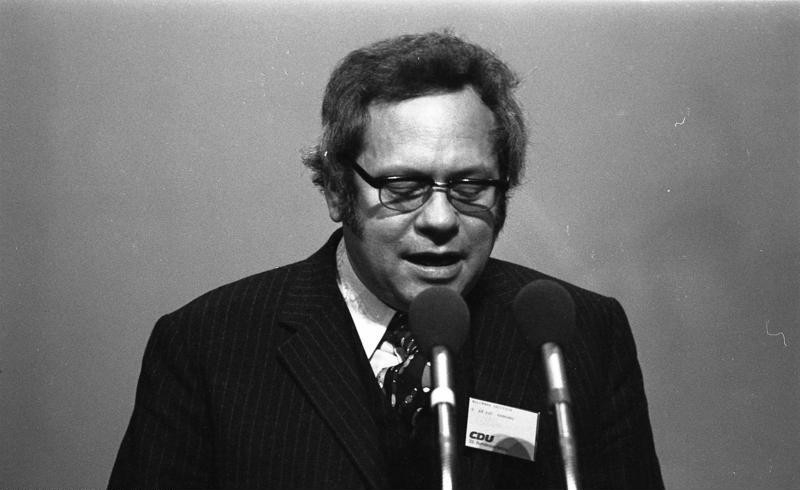
Der ehemalige Vorsitzende des Landesverbandes Dietrich Rollmann (1973)

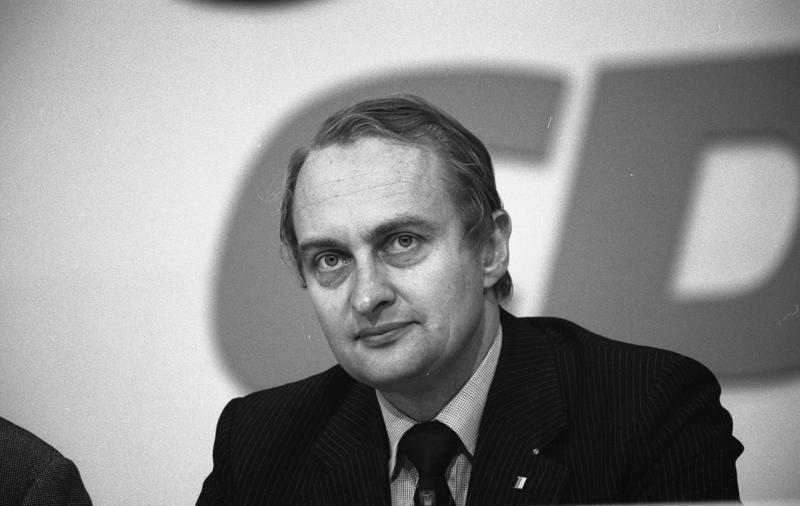
Der damalige Vorsitzende des Landesverbandes Jürgen Echternach (1978)

| Jahre                      | Vorsitzender        |
| -------------------------- | ------------------- |
| Oktober 1945–November 1945 | Franz Beyrich       |
| 1945                       | Johannes Speckbötel |
| 1945–1946                  | Otto Wilhelm Wendt  |
| 1946–1948                  | Max Ketels          |
| 1948–1954                  | Hugo Scharnberg     |
| 1954–1956                  | Josef von Fisenne   |
| 1956–1958                  | Hugo Scharnberg     |
| 1958–1968                  | Erik Blumenfeld     |
| 1968–1973                  | Dietrich Rollmann   |
| 1974–1992                  | Jürgen Echternach   |
| 1992–2007                  | Dirk Fischer        |
| 2007–2010                  | Michael Freytag     |
| 2010–2011                  | Frank Schira        |
| 2010–2015                  | Marcus Weinberg     |
| 2015–2020                  | Roland Heintze      |
| 2020–2023                  | Christoph Ploß      |
| seit 2023                  | Dennis Thering      |

## Bürgerschaftsfraktion

### Bisherige Fraktionsvorsitzende
| Jahre                    | Vorsitzender          |
| ------------------------ | --------------------- |
| Oktober 1946–Anfang 1949 | Walther Fischer       |
| 27. September 1949–1949  | Paul de Chapeaurouge1 |
| 1949–1955                | Erik Blumenfeld2      |
| 1955–1957                | Wilhelm Güssefeld3    |
| 1957–1962                | Kurt Sieveking        |
| 1962–1970                | Wilhelm Witten        |
| 1970–1980                | Jürgen Echternach     |
| 1980–1989                | Hartmut Perschau      |
| 1989–1993                | Rolf Kruse            |
| 1993–2001                | Ole von Beust         |
| 2001–2004                | Michael Freytag       |
| 2004–2008                | Bernd Reinert         |
| 2008–2011                | Frank Schira          |
| 2011–2015                | Dietrich Wersich      |
| 2015–2020                | André Trepoll         |
| seit 2020                | Dennis Thering        |

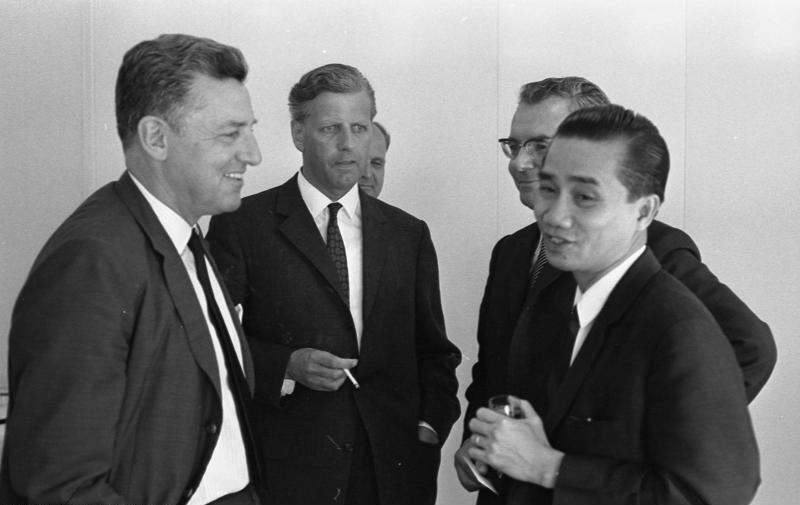
Der ehemalige Fraktionschef Erik Blumenfeld (links) bei einem Empfang für Parlamentarier aus Vietnam (1968)

1) Fraktionsvorsitzender des Vaterstädtischen Bundes Hamburg (VBH)
2) Von 1953 bis 1955 als Fraktionsvorsitzender des Hamburg-Blocks (HB)
3) Fraktionsvorsitzender des Hamburg-Blocks (HB)

## Ergebnisse bei den Bürgerschaftswahlen
| Ergebnisse der Bürgerschaftswahlen | Ergebnisse der Bürgerschaftswahlen | Ergebnisse der Bürgerschaftswahlen | Ergebnisse der Bürgerschaftswahlen |
| Jahr                               | Stimmen                            | Sitze                              |                                    |
| ---------------------------------- | ---------------------------------- | ---------------------------------- | ---------------------------------- |
| 1946                               | 26,7 %                             | 16                                 |                                    |
| 19491                              | –,–                                | 22                                 |                                    |
| 19532                              | –,–                                | 36                                 |                                    |
| 1957                               | 32,2 %                             | 41                                 |                                    |
| 1961                               | 29,1 %                             | 36                                 |                                    |
| 1966                               | 30,0 %                             | 38                                 |                                    |
| 1970                               | 32,8 %                             | 41                                 |                                    |
| 1974                               | 40,6 %                             | 51                                 |                                    |
| 1978                               | 37,6 %                             | 51                                 |                                    |
| 1982 (Juni)                        | 43,2 %                             | 56                                 |                                    |
| 1982 (Dezember)                    | 38,6 %                             | 48                                 |                                    |
| 1986                               | 41,9 %                             | 54                                 |                                    |
| 1987                               | 40,5 %                             | 49                                 |                                    |
| 1991                               | 35,1 %                             | 44                                 |                                    |
| 1993                               | 25,1 %                             | 36                                 |                                    |
| 1997                               | 30,7 %                             | 46                                 |                                    |
| 2001                               | 26,2 %                             | 33                                 |                                    |
| 2004                               | 47,2 %                             | 63                                 |                                    |
| 2008                               | 42,6 %                             | 56                                 |                                    |
| 2011                               | 21,9 %                             | 28                                 |                                    |
| 2015                               | 15,9 %                             | 20                                 |                                    |
| 2020                               | 11,2 %                             | 15                                 |                                    |
| 2025                               | 19,8 %                             | 26                                 |                                    |

1) als Teil des Vaterstädtischer Bundes Hamburg (VBH), der 34,5 % der Stimmen und 40 Sitze erhielt.

2) als Teil des Hamburg-Blocks (HB), der 50,0 % der Stimmen und 62 Sitze erhielt.

## Ergebnisse bei den Bundestagswahlen
| Bundestagswahlergebnisse | Bundestagswahlergebnisse | Bundestagswahlergebnisse | Bundestagswahlergebnisse | Bundestagswahlergebnisse |
| Jahr                     | Stimmenanzahl            | Stimmenanteil            | Sitze                    |                          |
| ------------------------ | ------------------------ | ------------------------ | ------------------------ | ------------------------ |
| 1949                     | 178.786                  | 19,7 %                   | 3                        |                          |
| 1953                     | 389.335                  | 36,7 %                   | 7                        |                          |
| 1957                     | 432.262                  | 37,4 %                   | 7                        |                          |
| 1961                     | 380.613                  | 31,9 %                   | 6                        |                          |
| 1965                     | 446.133                  | 37,6 %                   | 7                        |                          |
| 1969                     | 397.246                  | 34,0 %                   | 6                        |                          |
| 1972                     | 411.974                  | 33,3 %                   | 5                        |                          |
| 1976                     | 418.994                  | 35,9 %                   | 5                        |                          |
| 1980                     | 345.005                  | 31,2 %                   | 4                        |                          |
| 1983                     | 414.055                  | 37,6 %                   | 5                        |                          |
| 1987                     | 388.517                  | 37,4 %                   | 5                        |                          |
| 1990                     | 359.333                  | 36,6 %                   | 6                        |                          |
| 1994                     | 343.398                  | 34,9 %                   | 5                        |                          |
| 1998                     | 291.756                  | 30,0 %                   | 4                        |                          |
| 2002                     | 270.318                  | 28,1 %                   | 4                        |                          |
| 2005                     | 272.418                  | 28,9 %                   | 3                        |                          |
| 2009                     | 246.667                  | 27,8 %                   | 4                        |                          |
| 2013                     | 285 927                  | 32,1 %                   | 5                        |                          |
| 2017                     | 266.312                  | 27,2 %                   | 4                        |                          |
| 2021                     | 155.220                  | 15,4 %                   | 3                        |                          |
| 2025                     | 216.935                  | 20,7 %                   | 3                        |                          |

## Abgeordnete der CDU Hamburg im Bundestag

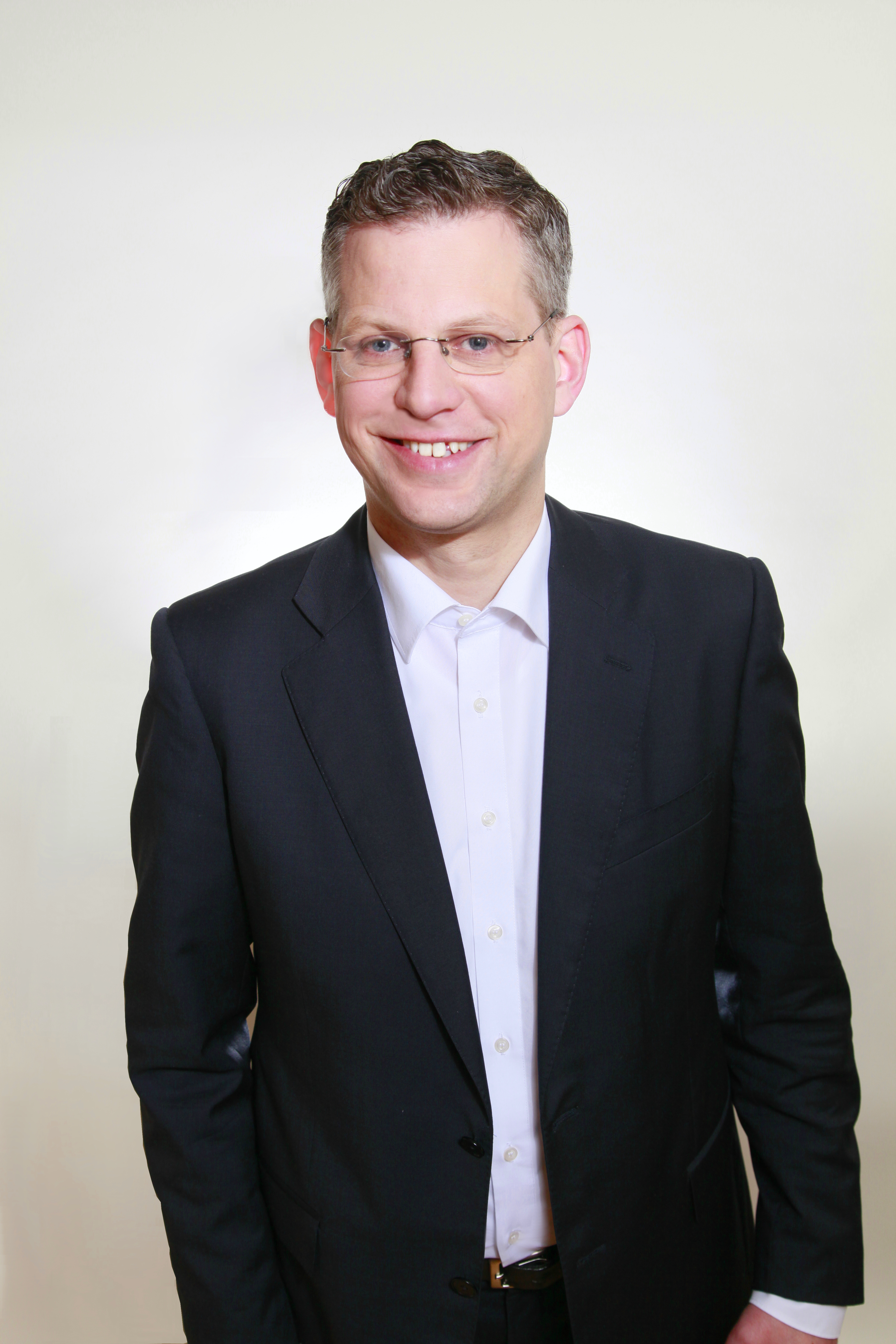
Christoph de Vries
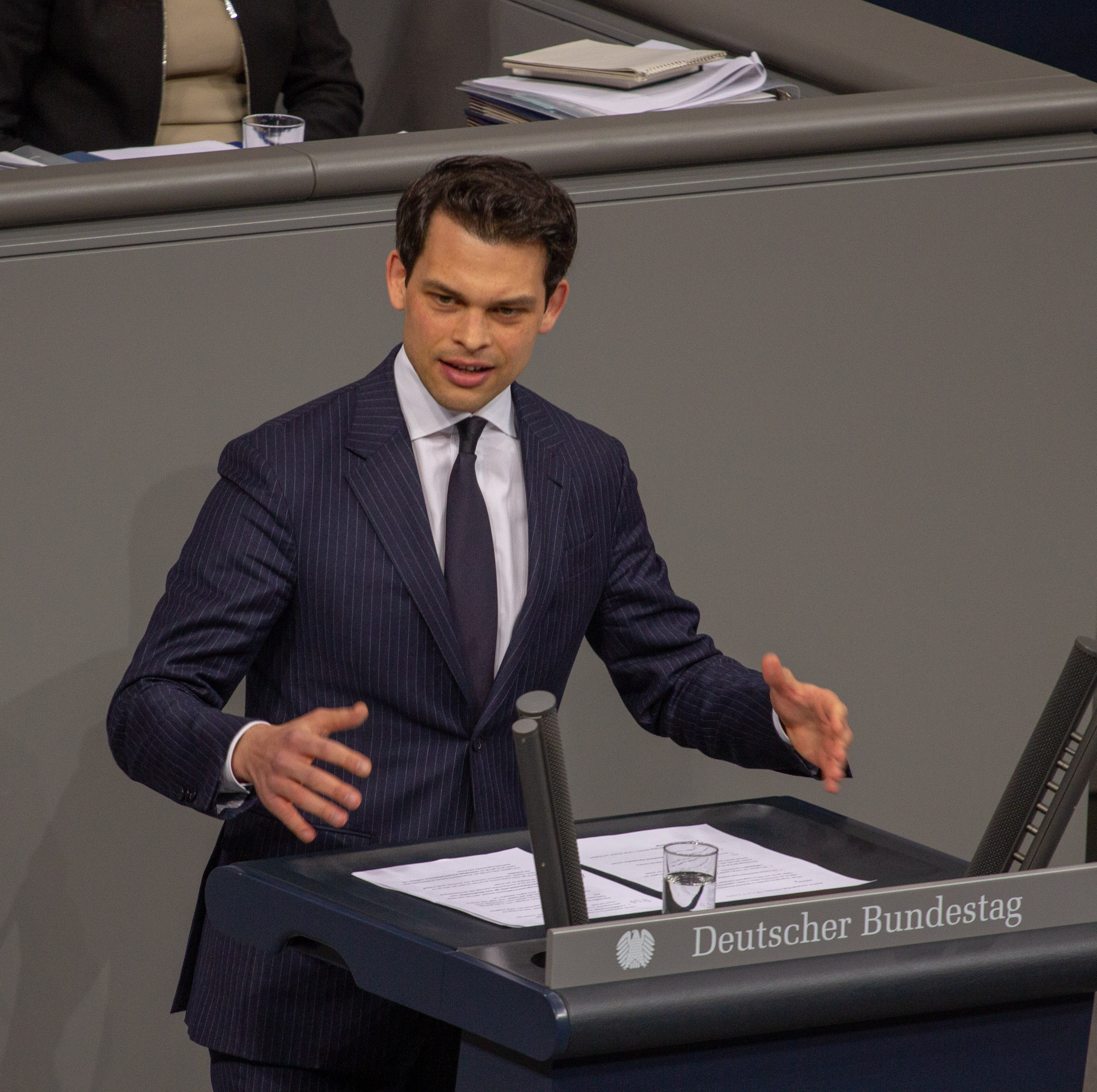
Christoph Ploß
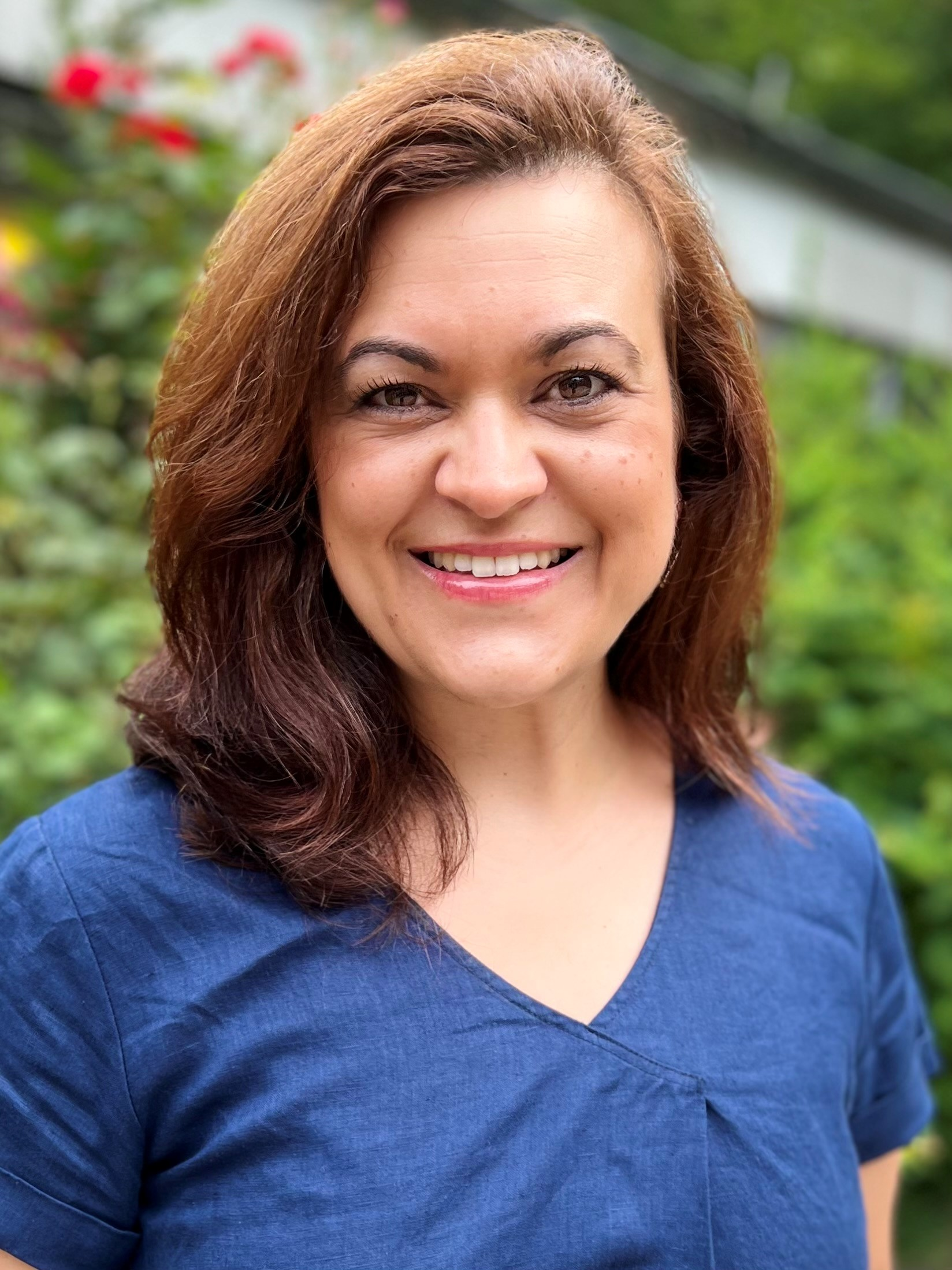
Franziska Hoppermann

Der Landesverband der CDU in Hamburg ist derzeit mit drei Abgeordneten im Deutschen Bundestag vertreten.
- Christoph de Vries, seit 2017
- Christoph Ploß, seit 2017
- Franziska Hoppermann, seit 2021

## Erste Bürgermeister von Hamburg mit Parteimitgliedschaft in der CDU
Die nachfolgenden Politiker waren in der Position des Ersten Bürgermeisters von Hamburg Mitglied der CDU.

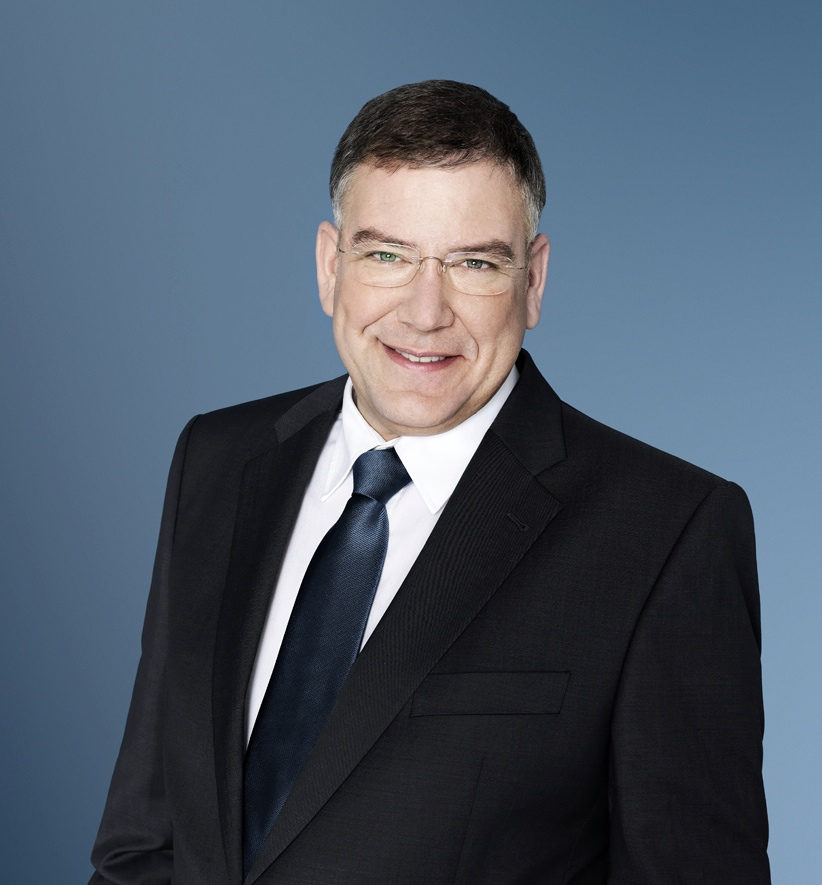
Christoph Ahlhaus 25. August 2010 bis 7. März 2011
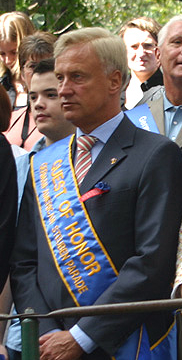
Ole von Beust 31. Oktober 2001 bis 25. August 2010
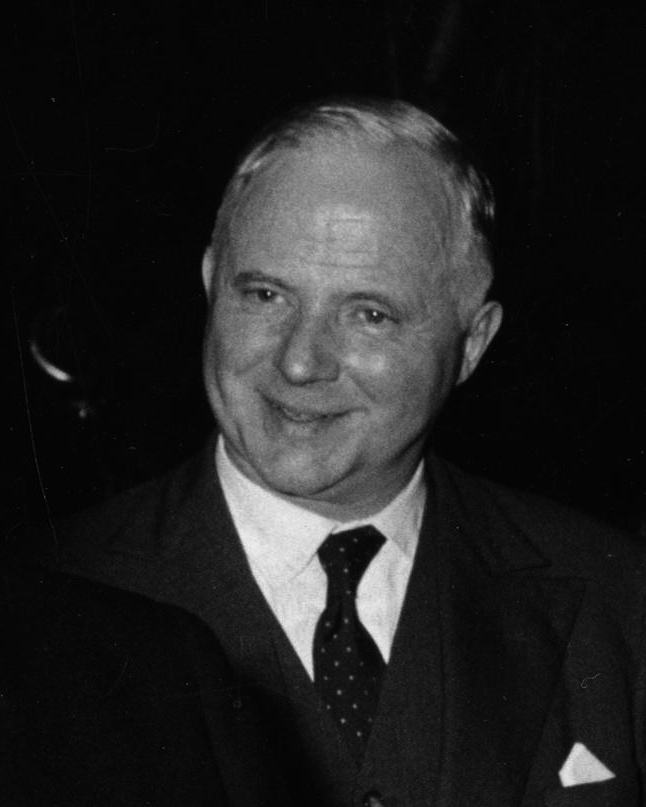
Kurt Sieveking 2. Dezember 1953 bis 4. Dezember 1957
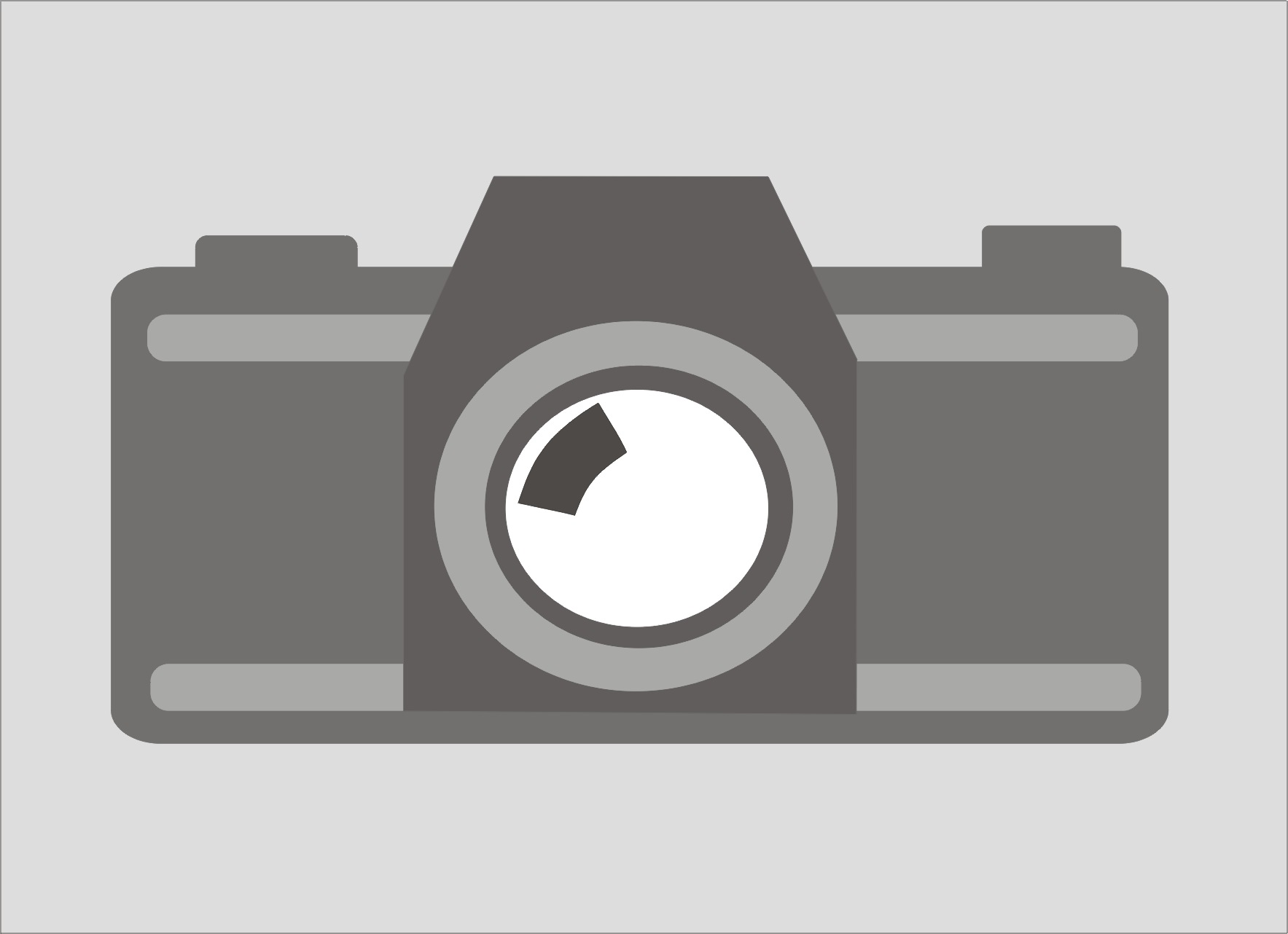
Rudolf Petersen 15. Mai 1945 bis 15. November 1946

## Hamburger Bürgerpreis
Seit dem Jahr 1982 verleiht die CDU Hamburg den Hamburger Bürgerpreis, um Vorbilder menschlichen und demokratischen Verhaltens sowie Gemeinsinns in der Bundesrepublik Deutschland zu ehren. Mitbegründer des Preises war Peter von Zahn. Verliehen werden ein Hauptpreis, ein Anerkennungspreis und seit dem 21. Jahrhundert der Peter-von-Zahn-Gedächtnispreis. Gestiftet wird der Preis von den Abgeordneten der CDU Hamburg im Europäischen Parlament und im Deutschen Bundestag, in der Hamburgischen Bürgerschaft sowie in den Bezirksversammlungen. Dotiert ist er mit 1.500 Euro. Über die Vergabe des Preises entscheidet eine Jury, zu der bis zum Jahr 2002 auch Lutz Mohaupt zählte. Zu den Festrednern anlässlich der Verleihung des Preises gehörten in der Vergangenheit Peter-Harry Carstensen, Helmut Kohl, Norbert Lammert, Karl Kardinal Lehmann und Angela Merkel sowie Günther Oettinger. Im Jahr 2013 wurde der Hamburger Bürgerpreis zum 25. Mal vergeben. Festredner im April 2013 war Peter Altmaier. Im Oktober 2014 hielt Dagmar Schipanski die Festrede anlässlich der Preisverleihung. Ihr folgte als Festredner Ende September 2016 Jens Spahn. Festredner im November 2018 war Ralph Brinkhaus. Im Januar 2020 hielt Wolfgang Schäuble die Festrede im Hamburger Rathaus. Anlässlich der 31. Verleihung des Preises im Jahr 2024 an Stephan Reimers war Ursula von der Leyen die Festrednerin. Ihr folgte ein Jahr später, im Januar 2025, Friedrich Merz als Festredner.